# 井上治
井上治（日语：／ Inoue Osamu，1932年9月16日—），日本前男子长跑运动员。他曾参加1952年夏季奥运会长跑比赛，还曾获得1954年亚洲运动会和1958年亚洲运动会男子5000米金牌。